# Asamblea General de Ohio
La Asamblea General de Ohio (en inglés: Ohio General Assembly) es la legislatura estatal (órgano encargado del Poder legislativo) del estado de Ohio, en Estados Unidos. Consiste en la Cámara de Representantes de Ohio, de 99 miembros, y el Senado de Ohio, de 33 miembros. Ambas cámaras de la Asamblea General se reúnen en la Casa del Estado de Ohio en Columbus.

## Agencias legislativas
La Comisión de Servicio Legislativo es una de varias agencias legislativas. Sirve como una fuente de experiencia legal y personal y redacta proyectos de ley, también ayuda a servir como un anuncio para el público en general sobre lo que está sucediendo dentro de la asamblea.

## Historia
La Asamblea General se reunió por primera vez en Chillicothe, entonces la capital de Ohio, el 1 de marzo de 1803.
La segunda constitución de Ohio, vigente en 1851, le quitó el poder a la Asamblea General para elegir a los funcionarios ejecutivos del estado, otorgando ese derecho a los votantes. Una fórmula complicada distribuía a los legisladores en los condados de Ohio y el número de escaños en las cámaras legislativas variaba de un año a otro.
El Almanaque de Política de Ohio, de Michael F. Curtin, describió la distribución de la siguiente manera:
La nueva constitución [de 1851] ... contenía una fórmula complicada para el reparto, la llamada "regla de la fracción mayor". Debajo, la población del estado se dividió por 100, siendo el cociente resultante la proporción de representación en la Cámara de Representantes. Cualquier condado con una población igual a al menos la mitad de la proporción tenía derecho a un representante; un condado con una población de menos de la mitad de la proporción se agrupó con un condado adyacente para la distribución de distritos; un condado con una población de al menos una y tres cuartas partes, la proporción tenía derecho a dos representantes; un condado con una población igual a tres veces la proporción tenía derecho a tres representantes. Para determinar los distritos del Senado, se siguió un procedimiento similar; Sin embargo, el punto de partida se calculó dividiendo la población del estado por 35. Las proporciones para la Cámara y el Senado y la distribución resultante fue determinada por una junta compuesta por el gobernador, el auditor y el secretario de estado.
En 1903, el sistema de reparto fue modificado por la enmienda de Hanna, que también otorgó al gobernador poder de veto sobre los actos de la asamblea, que podrían ser anulados por dos tercios de los votos de ambas cámaras. La última convención constitucional estatal, celebrada en 1912, otorgó al gobernador un veto por partidas individuales, pero redujo la mayoría cualificada requerida para anular el veto a tres quintos. En 1956, un referéndum aumentó los mandatos de los senadores estatales de dos a cuatro años.
La enmienda de Hanna (que garantizaba a cada condado al menos un representante y todos los miembros elegidos en general) garantizaba que las áreas rurales de Ohio dominarían la legislatura. Sin embargo, varias decisiones de la Corte Suprema de los EE. UU. en torno al principio legal de un hombre, un voto exigieron una distribución proporcional a la población. La redistribución se ordenó en 1964. A partir de las elecciones de 1966, el número de escaños en las dos cámaras se fijó en sus números actuales de 33 y 99.
Los activistas republicanos, liderados por Fred A. Lennon, comenzaron a perseguir límites de mandato en la década de 1980, en 1992, un referéndum estableció límites de mandato de ocho años consecutivos en el cargo: cuatro mandatos consecutivos en la Cámara o dos mandatos consecutivos en el Senado. Los años en el cargo se consideran consecutivos si están separados por menos de cuatro años. Un exmiembro de la legislatura que haya servido durante ocho años se vuelve elegible para la elección a la legislatura después de cuatro años fuera de su cargo.

## Vacantes
La Cámara de Representantes de Ohio y el Senado de Ohio utilizan métodos ligeramente diferentes para llenar los escaños vacantes. En ambas cámaras, un sustituto es elegido primero por los miembros de la cámara correspondiente que están afiliados al mismo partido que el miembro saliente. En la Cámara, el sustituto servirá por el resto del mandato. En el Senado, el reemplazo servirá por el resto del mandato solo si la vacante ocurrió después de los primeros 20 meses del mandato de cuatro años del Senado. Si la vacante ocurrió durante los primeros 20 meses del período, entonces se llevará a cabo una elección especial durante la próxima elección estatal de año par programada regularmente. El sustituto seleccionado por los miembros del partido servirá hasta finales de diciembre después de la elección especial, y el ganador cumplirá el resto del mandato.